# الدحامنة (الزمامرة 2)
الدحامنة هو دُوَّار يقع بجماعة أولاد سبيطة، إقليم سيدي بنور، جهة الدار البيضاء سطات في المملكة المغربية. ينتمي الدوّار لمشيخة الزمامرة 2 التي تضم دوارين. يقدر عدد سكانه بـ 901 نسمة حسب الإحصاء الرسمي للسكان والسكنى لسنة 2004.

## روابط خارجية
- البوابة الوطنية للجماعات الترابية
- المندوبية السامية للتخطيط